# Verbascum formosum
Verbascum formosum är en flenörtsväxtart som beskrevs av Fischer och Franz von Paula Schrank. Verbascum formosum ingår i släktet kungsljus, och familjen flenörtsväxter. Inga underarter finns listade i Catalogue of Life.